# Bằng Mạc
Bằng Mạc là một xã thuộc tỉnh Lạng Sơn, Việt Nam.
Xã Bằng Mạc có diện tích 22 km², dân số năm 1999 là 2.674 người, mật độ dân số đạt 122 người/km².
Theo thống kê năm 2019, xã Bằng Mạc có diện tích 22 km², dân số là 2.274 người, mật độ dân số đạt 103 người/km².